# Francis Seymour

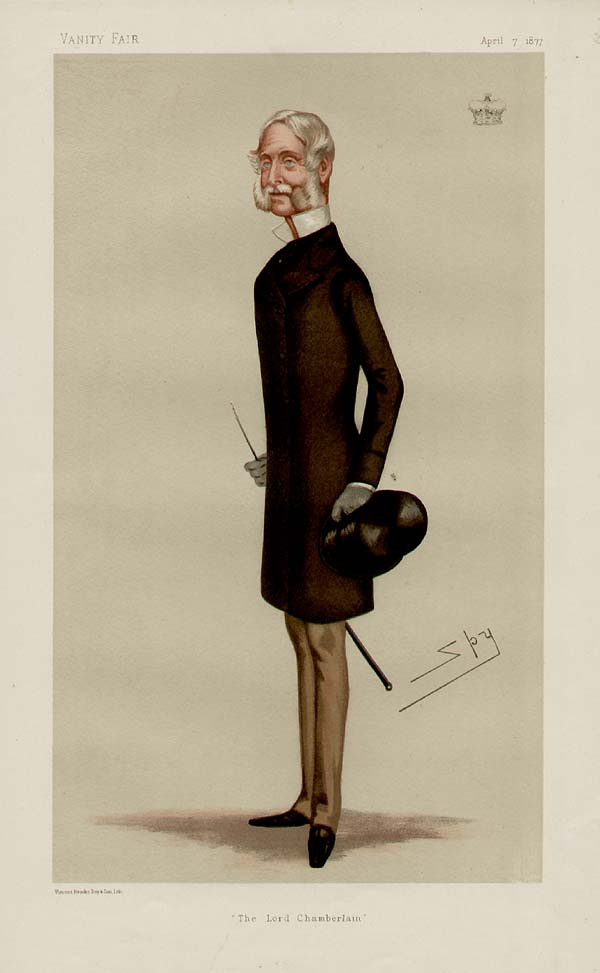
Francis George Hugh Seymour – karykatura

Francis George Hugh Seymour (ur. 11 lutego 1812, zm. 25 stycznia 1884 w Ragley Hall w Arrow) – brytyjski arystokrata i polityk, najstarszy syn admirała George’a Seymoura (wnuka 1. markiza Hertford) i Georgiany Mary Berkeley, córki admirała George’a Berkeleya. Markiz Hertford i par Wielkiej Brytanii, w latach 1870-1884 zasiadał w Izbie Lordów. Od 1874 r. członek Tajnej Rady. Lord szambelan w latach 1874-1879. Kawaler Krzyża Wielkiego Orderu Łaźni.
9 maja 1839 w Londynie, poślubił lady Emily Murray (22 listopada 1816 – 24 czerwca 1902), córkę Davida Murraya, 3. hrabiego Mansfield i Fredericki Markham, córki dr Williama Markhama. Francis i Emily mieli razem czterech synów i sześć córek:
- Frederica Seymour (ok. 1841 – 12 stycznia 1848)
- Horatia Elisabeth Seymour (1842 – 16 kwietnia 1922), żona sir Henry’ego Erskine’a, miała dzieci
- Hugh de Grey Seymour (22 października 1843 – 23 marca 1912), 6. markiz Hertford, ożenił się z Mary Hood, miał dzieci, jego potomkami są wszyscy kolejni markizowie Hertford
- Florence Catherine Seymour (1845 – 7 maja 1921), żona Jamesa Blunta, nie miała dzieci
- Albert Charles Seymour (24 kwietnia 1847 – 24 marca 1891), ożenił się z Sarah Napier, miał dzieci
- Georgina Emily Lucy Seymour (1848 – 22 lipca 1944), żona Henry’ego Stirling-Home-Drummonda, nie miała dzieci
- Ernest James Seymour (10 maja 1850 – 23 stycznia 1930), ożenił się z lady Georgianą Fortescue, miał dzieci
- Constance Adelaide Seymour (1852 – 30 listopada 1915), żona Fredericka Barne’a, miała dzieci
- Mary Margaret Seymour (1855 – 29 grudnia 1948), żona George’a Dashwooda, 6. baroneta, miała dzieci
- Victor Alexander Seymour (6 marca 1859 – 7 sierpnia 1935), ożenił się z Elisabeth Cator, miał dzieci